# Geoffrey W. Bromiley
Geoffrey W. Bromiley (1915-7 de agosto de 2009) fue un historiador eclesiástico y teólogo histórico. Fue profesor emérito en el Seminario Teológico Fuller, "habiendo sido profesor de Historia de la Iglesia y Teología histórica desde 1958 hasta su retiro en 1987".
"Bromiley, nacido en Bromley Cross, Lancashire, Inglaterra, en 1915, obtuvo su maestría en la Universidad de Cambridge y su PhD, DLitt y DD en la Universidad de Edimburgo. Ordenado en la Iglesia de Inglaterra, se desempeñó de 1951 a 1958 como rector St. Thomas's Church, Edimburgo. En 1958, aceptó el nombramiento de Profesor de Historia de la Iglesia y Teología Histórica en Fuller, donde se desempeñó hasta su jubilación en 1987."
Geoffrey W. Bromiley murió el 7 de agosto de 2009.

## Obras
- The Baptism of Infants, 1955, 1976 & 1977, Vine Books.
- Children of Promise: The Case for Baptizing Infants, 1979, Eerdmans, ISBN 978-0-8028-1797-6
- God and Marriage, 1980, Eerdmans, ISBN 978-0-8028-1851-5
- Historical Theology: An Introduction, 2000, T & T Clark, ISBN 978-0-567-22357-9
- Introduction to the Theology of Karl Barth, 2000, T & T Clark, ISBN 978-0-567-29054-0
- Sacramental Teaching and Practice in the Reformation Churches, 1957, Eerdmans,

Bromiley también coeditó la traducción en inglés de la serie Church Dogmatics de Karl Barth con T. F. Torrance.
Si bien no es todo su trabajo original, Bromiley también figura como Autor de la Edición Completamente Revisada de.
- International Standard Bible Encyclopedia,  1979, Eerdmans, ISBN 0-8028-3781-6